# Association sportive Horizon Patho
Maillots
L’Association sportive Horizon Patho, plus couramment abrégée en AS Horizon Patho, est un club néo-calédonien de football fondé en 1962 et basé dans la commune de Maré, dans la province des îles Loyauté.
Le club est la section football du club omnisports du même nom (qui comporte également une section de volley-ball et de cricket).
Il joue ses matchs à domicile au Stade de La Roche,, doté de 3 000 places.

## Histoire
Fondé en 1962 sous le nom d'Arsenal, le club change de nom pour adopter celui actuel en 1971.
Il débute en première division du Championnat de Nouvelle-Calédonie en 2016.
Lors de la saison 2020, le club termine 2e, ce qui le qualifie pour la première fois de son histoire pour la Ligue des champions de l'OFC la saison suivante.

## Palmarès
| Compétitions nationales                                       |
| ------------------------------------------------------------- |
| - Championnat de Nouvelle-Calédonie : - Vice-champion : 2020. |

## Personnalités du club

### Entraîneurs du club
- Saguite Wayewol
- Auguste Washetine

### Anciens joueurs du club
- Emile Béaruné
- Georges Béaruné
- Henri Caroine